# Cantó d'Illzach
El cantó d'Illzach (alsacià kanton Íllzig) és una divisió administrativa francesa situat al departament de l'Alt Rin i a la regió del Gran Est

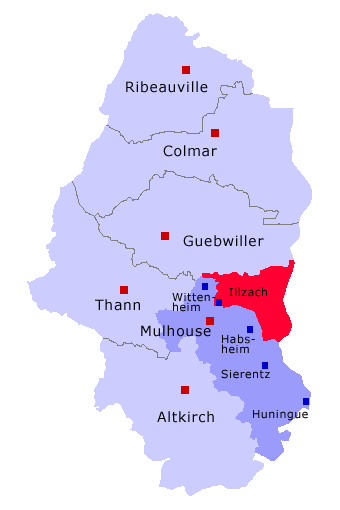
representació del cantó de Illzach al districte de Mülhausen i al departament de l'Alt Rin

## Composició
El cantó aplega 11 comunes :
| Nom alsacià | Nom francès  | Nom alemany |
| Bàldersche  | Baldersheim  | Baldersheim |
| Bànzene     | Bantzenheim  | Banzenheim  |
| Bàttene     | Battenheim   | Battenheim  |
| Humburg     | Hombourg     | Homburg     |
| Ìllzig      | Illzach      | Illzach     |
| Làndài      | Petit-Landau | Landau      |
| Nìfer       | Niffer       | Niffer      |
| Otmersche   | Ottmarsheim  | Ottmarsheim |
| Rüelese     | Ruelisheim   | Rülisheim   |
| Sàise       | Sausheim     | Sausheim    |
| Schàlàmpi   | Chalampé     | Eichwald    |

## Conseller general de l'Alt Rin
- 2008-2014: Bernard Notter, DVD
- 2001-2008: Bernard Notter, DVD
- 2000-2001: Bernard Notter, DVD, elecció parcial
- 1982-2000: Jean-Jacques Weber, UDF-CDS, alcalde de Sausheim